# 아량
아량, 너그러움, 관대함은 선물로 기꺼이 베푸는 덕목이다. 아량은 다양한 세계 종교와 철학에 의해 미덕으로 간주되며 종종 문화 및 종교 의례에서 축하된다.
아량에 대한 과학적 조사는 여러 시나리오와 게임이 개인의 관대함에 미치는 영향, 옥시토신과 같은 신경 화학 물질과의 잠재적 연관성, 공감과 같은 유사한 감정과의 관계에 미치는 영향을 조사했다.

## 같이 보기
- 이타주의
- 정언명령
- 보시
- 친절
- 박애주의
- 이기심